# Дакота Дітчева
Дакота Лілі-Джоа Дітчева (болг. Дакота Дичева; нар. 25 липня 1998) — англійський майстер змішаних бойових мистецтв, яка також змагалася у муай тай. Представниця найлегшої вагової категорії Ліги професійних бійців. 2016 року була частиною британської команди на Чемпіонаті світу серед аматорів Міжнародної федерації муай тай, який проходив в Єнчепінгу, Швеція, виборовши золото. Триразова чемпіонка світу в юніорських дивізіонах і молода спортсменка року за версіями «Дейлі міррор» і Sport England.

## Біографія
Народилася 25 липня 1998 року в Сейлі, Великий Манчестер, Англія, в сім'ї майстрів бойових мистецтв. Її батько болгарин, народився в Самокові. Її мама, Ліза Говарт, багаторазова чемпіонка світу з кікбоксингу, вплинула на інтерес дочки до єдиноборств. Занурившись у спортивне середовище з юних років, Дакота почала тренуватися в різних дисциплінах бойових мистецтв, зокрема кікбоксинг, муай тай, а пізніше бразильське джіу-джитсу.
До переходу в професійні змішані бойові мистецтва змагалася з кікбоксингу та муай тай, вигравши чемпіонати в обох дисциплінах. У травні 2016 року представляла Велику Британію на Чемпіонаті світу Міжнародної федерації муайтайських асоціацій, де виборола золоту медаль серед юніорів до 57 кг.
За її словами, має дві національності: англійську та болгарську. Вона регулярно вивішує подвійний англо-болгарський прапор і пишається своїм походженням. Трохи говорить болгарською і кілька разів на рік їздить до Болгарії, щоб відвідати родичів.

## Кар'єра у змішаних бойових мистецтвах
У квітні 2021 року здобула перемогу в першому раунді над другою дебютанткою Дженні Лайн. Її другий бій, п'ять місяців потому, завершився з таким же результатом, оскільки вона перемогла Керрі Ізом технічним нокаутом у першому раунді.
На 17 Бійцівському чемпіонаті Великої Британії здобула перемогу в першому раунді проти Патрісії Борхес. Її виступ привернув увагу міжнародних промоушенів, що призвело до її появи на PAWFC 1 у Канаді. Вона очолила подію проти Сімоне да Сілви, завершивши бій у другому раунді.
Потім змагалася на UAE Warriors 2: перемогла молоду перспективну зірку, Полу Крістіну, одностайним рішенням суддів.

### Ліга професійних бійців
У липні 2022 року стало відомо, що Дітчева підписала контракт з Професійною бійцівською лігою (PFL).
Під час дебютного бою на PFL 9 у Лондоні перемогла Хассану Габер технічним нокаутом у першому раунді. У попередньому карді PFL 10 нокаутувала в першому раунді Кетрін Корогенес, що стало шостою перемогою нокаутом у професійній кар'єрі.
Зустрілася з Малін Германссон в першому сезоні PFL Europe 25 березня 2023 року на PFL Europe 1. Виграла бій у першому раунді.
Зустрілася з Корнелією Голм у півфіналі PFL Europe 3 30 вересня 2023 року, перемігши у третьому раунді.
У фіналі жіночої найлегшої ваги PFL Europe зустрілася з Валентиною Скатіцці на PFL Europe 4 8 грудня 2023 року. Виграла бій технічним нокаутом між першим і другим раундами після того, як лікар вирішив, що око суперниці занадто набрякло, щоб продовжувати.
Зустрілася з Лізою Молдін на PFL 1 4 квітня 2024 року та виграла бій технічним нокаутом коліном у корпус і ударами.
13 червня 2024 року зустрілася з Челсі Гекетт на PFL 4. Виграла бій технічним нокаутом у першому раунді.
Наступного разу зустрілася з Єною Бішоп у півфіналі турніру серед жінок у найлегшій вазі 2024 року на PFL 7 2 серпня 2024 року, вигравши бій технічним нокаутом у першому раунді.
У фіналі зустрілася з Тайлою Сантос 29 листопада 2024 року на PFL 10. Виграла турнір і приз в 1 мільйон доларів технічним нокаутом за допомогою ударів руками у другому раунді, а також стала наймолодшою чемпіонкою в історії PFL і першою британською чемпіонкою світу зі змішаних бойових мистецтв.

## Чемпіонати та досягнення

### Змішані бойові мистецтва
- Професійна бійцівська ліга
  - Чемпіонат PFL серед жінок у найлегшій вазі 2024 року
  - Чемпіонат Європи 2023 PFL серед жінок у найлегшій вазі

### Муай тай
- Міжнародна асоціація спортивного кікбоксингу
  - 2016 ISKA Muay Thai British Super Atomweight (до 50,5 кг) Чемпіонат
- Міжнародна федерація асоціацій муай тай
  - 2016 Чемпіонат світу з муай-тай IFMA в Єнчепінгу, Швеція Юніорки до 57 кг

## Статистика змішаних бойових мистецтв
| Результат | Рекорд | Суперник           | Спосіб             | Турнір                       | Дата              | Раунд | Час  | Місце                                | Примітки                                                            |
| --------- | ------ | ------------------ | ------------------ | ---------------------------- | ----------------- | ----- | ---- | ------------------------------------ | ------------------------------------------------------------------- |
| Перемога  | 14–0   | Тайла Сантос       | Технічний нокаут   | PFL 10 (2024)                | 29 листопада 2024 | 2     | 4:41 | Ер-Ріяд, Саудівська Аравія           | Перемогла на Чемпіонаті PFL серед жінок найлегшої вагової категорії |
| Перемога  | 13–0   | Джена Бішоп        | Технічний нокаут   | PFL 7                        | 2 серпня 2024     | 1     | 3:54 | Нашвілл, США                         | Чемпіонат PFL серед жінок найлегшої вагової категорії               |
| Перемога  | 12–0   | Челсі Гаккет       | Технічний нокаут   | PFL 4                        | 13 червня 2024    | 1     | 3:22 | Анкасвілл, США                       |                                                                     |
| Перемога  | 11–0   | Ліза Молдін        | Технічний нокаут   | PFL 1 (2024)                 | 4 квітня 2024     | 1     | 3:54 | Сан-Антоніо, США                     |                                                                     |
| Перемога  | 10–0   | Валентина Скатіцци | Технічний нокаут   | PFL Europe 4                 | 8 грудня 2023     | 1     | 5:00 | Дублін, Ірландія                     | Перемогла на Чемпіонаті PFL серед жінок найлегшої вагової категорії |
| Перемога  | 9–0    | Корнеліяя Гоолм    | Нокаут             | PFL Europe 3                 | 30 вересня 2023   | 3     | 2:55 | Paris, France                        | Півфінал Чемпіонату PFL серед жінок найлегшої вагової категорії     |
| Перемога  | 8–0    | Малін Германссон   | Підкорення         | PFL Europe 1                 | 25 березня 2023   | 1     | 3:52 | Ньюкасл-апон-Тайн, Англія            | Чвертьфінал Чемпіонату PFL серед жінок найлегшої вагової категорії  |
| Перемога  | 7–0    | Катрін Кородженс   | Нокаут             | PFL 10 (2022)                | 25 листопада 2022 | 1     | 4:20 | Нью-Йорк, США                        |                                                                     |
| Перемога  | 6–0    | Гассна Габер       | Технічний нокаут   | PFL 9 (2022)                 | 20 серпня 2022    | 1     | 0:58 | Лондон, Англія                       |                                                                     |
| Перемога  | 5–0    | Пола Крістіна      | Одностайне рішення | UAE Warriors 28              | 26 березня 2022   | 3     | 5:00 | Абу-Дабі, Об'єднані Арабські Емірати | дебют у надлегкій вазі                                              |
| Перемога  | 4–0    | Сімон да Сільва    | Технічний нокаут   | PAWFC 1                      | 15 січня 2022     | 2     | 3:43 | Калгарі, Канада                      |                                                                     |
| Перемога  | 3–0    | Патрісія Боргес    | Технічний нокаут   | UK Fighting Championships 17 | 27 листопада 2021 | 1     | 3:58 | Престон, Англія                      | кеч вей                                                             |
| Перемога  | 2–0    | Керрі Ісом         | Технічний нокаут   | Celtic Gladiator 30          | 12 вересня 2021   | 1     | 4:49 | Блекберн, Англія                     | кеч вей                                                             |
| Перемога  | 1–0    | Дженні Лайн        | Технічний нокаут   | Caged Steel 25               | 10 квітня 2021    | 1     | 2:04 | Шеффілд, Англія                      | дебіт у легшій ваговій категорії                                    |